# Newington (Virgínia)
Newington és una concentració de població designada pel cens dels Estats Units a l'estat de Virgínia. Segons el cens del 2000 tenia 19.784 habitants.

## Demografia
Segons el cens del 2000, Newington tenia 19.784 habitants, 6.710 habitatges, i 5.321 famílies. La densitat de població era de 1.150,4 habitants per km².
Dels 6.710 habitatges en un 43,4% hi vivien nens de menys de 18 anys, en un 66,6% hi vivien parelles casades, en un 9,7% dones solteres, i en un 20,7% no eren unitats familiars. En el 15,7% dels habitatges hi vivien persones soles el 5% de les quals corresponia a persones de 65 anys o més que vivien soles. El nombre mitjà de persones vivint en cada habitatge era de 2,93 i el nombre mitjà de persones que vivien en cada família era de 3,28.
Per edats la població es repartia de la següent manera: un 28,5% tenia menys de 18 anys, un 6,3% entre 18 i 24, un 32,3% entre 25 i 44, un 26,1% de 45 a 60 i un 6,8% 65 anys o més.
L'edat mediana era de 36 anys. Per cada 100 dones de 18 o més anys hi havia 91,9 homes.
La renda mediana per habitatge era de 82.291 $ i la renda mediana per família de 87.860 $. Els homes tenien una renda mediana de 58.203 $ mentre que les dones 41.177 $. La renda per capita de la població era de 32.901 $. Entorn de l'1,3% de les famílies i el 2,1% de la població estaven per davall del llindar de pobresa.

## Poblacions més properes
El següent diagrama mostra les poblacions més properes.